# Maria Barbara Böhm
Maria Barbara Böhm (* 1763 in Ravensburg als Maria Barbara Hasel; † 1810 in Ravensburg), auch bekannt als Maria Barbara Böhmin, war eine bemerkenswerte Schuhfabrikantin und -designerin aus dem 18. Jahrhundert. Als Tochter des Bäckers Johann Mathias Hasel und dessen Frau Maria Ursula heiratete sie am 17. Juni 1782 im Alter von 19 Jahren den Schuhmacher Johann Georg Böhm, welcher in der Roßbachstraße 16 in Ravensburg eine Werkstatt mit zwei Gesellen betrieb. Nach nur sieben Jahren Ehe verstarb ihr Mann. Als 26-jährige Witwe mit vier Kindern, von denen nur eine Tochter das Erwachsenenalter erreichte, stand sie 1789 vor der Herausforderung, den Betrieb ihres Mannes als Witwe weiterzuführen.
Dank dem in Ravensburg geltenden Witwenrecht konnte Maria Barbara Böhm den Schuhmacherbetrieb selbständig fortführen. Die Zünfte erlaubten darin seit dem 14. Jahrhundert der Stadt Ravensburg es verwitweten Handwerksfrauen, den Betrieb ihres verstorbenen Mannes zeitlich unbegrenzt fortzuführen. Frauen war es jedoch auch in Ravensburg nicht erlaubt, offizielle Ämter zu übernehmen oder einen Beruf professionell auszuüben. In vielen anderen Reichsstädten war es zu der Zeit üblich, dass dieses Witwenrecht befristet war.
In einer Zeit, in der Frauen selten die Möglichkeit hatten, eigenständig ein Geschäft zu führen, gelang es Maria Barbara Böhm, sich als erfolgreiche Schuhmacherin zu etablieren. Sie entschied sich dabei gegen eine zünftische Arbeitsweite und für eine frühkapitalistische Produktionsweise. Im schweizerischen Aargau eröffnete sie eine Fabrik, in der sie von unzünftischen Arbeiterinnen und Arbeitern in Handarbeit und ohne große Maschinen Frauen- und Kinderschuhe aus Leder und Pantoffeln herstellen ließ. Die Schuhe wurden auf Jahrmärkten in der Region verkauft. Große Mengen wurden auch für den Zwischen- und Großhandel produziert. Ihr gelang es die von ihr entworfenen Schuhe bis an die Mailänder Scala zu veräußern. Auch wurde sie innerhalb der Ravensburger Schuhmacher-Zunft zur reichsten Schuhmacherin und führte den Betrieb ihres verstorbenen Mannes weiter, indem sie drei Gesellen in der Werkstatt beschäftigte. So erwarb sie 1796 in Ravensburg auch ein größeres Haus in der heutigen Herrenstraße 17, welches den dreifachen Wert ihre alten Hauses in der Roßbachstraße hatte.
Ihre außergewöhnliche Fähigkeit, das Geschäft zu leiten und zu expandieren, machte sie zu einer der bedeutendsten Unternehmerinnen ihrer Zeit. Als sie mit 47 Jahren an Tuberkulose starb, hinterließ sie ihrer Tochter ein beachtliches Vermögen.
2013 wurde die Gemeinschaftsschule in der Südstadt von Ravensburg nach ihr benannt.